# هندريك فان دير جوهان
فاندير، هندريك جوهانز (1887- 1948م). مهندس مخترع من جنوب إفريقيا. ولد في بريتوريا بجنوب إفريقيا. درس العلوم بكلية فكتوريا، شتيلينبوش ثم سافر إلى ألمانيا ومنها إلى الولايات المتحدة عام 1913م.في الولايات المتحدة كان فاندير مسؤولاً جزئيًا عن إعداد أول إرسال إذاعي عبر القارات من الساحل الأطلسي إلى ساحل المحيط الهادئ. وكان أول من أعد جهازًا لتجميع الحديث الإذاعي بالراديو، وهو أيضًا مهندس أول إرسال لصوت إنسان عبر موجات الراديو القصيرة من نيويورك إلى باريس.في عام 1920م صار مستشارًا تقنيًا لمؤسسة التنمية الصناعية بجنوب إفريقيا. وكان رئيسًا مؤسسًا للجنة الإمداد الكهربائي ومؤسسة الحديد والفولاذ. وكان لهاتين المؤسستين شبه الحكوميتين الأثر المباشر لانطلاقة التطور الصناعي الذي شهدته جنوب إفريقيا في العشرينيات والثلاثينيات من القرن العشرين الميلادي. وخلال الحرب العالمية الثانية (1939م - 1945) كان فاندير المدير العام للإمدادات الحربية.